# Pengcun
Pengcun (čínsky v českém přepisu Pcheng-čchun, pchin-jinem Péngchūn, znaky 朋春 nebo čínsky v českém přepisu Pcheng-chun, pchin-jinem Pénghūn, znaky 彭春; † 1701) byl mandžuský vojevůdce, generál korouhevních vojsk říše Čching.

## Život
Pengcun byl pravnukem mandžuského vojevůdce Hohoriho z klanu Donggo, patřil k rudé korouhvi.
Roku 1652 zdědil titul vévody 3. stupně, téhož roku povýšený na 1. stupeň. Roku 1676 byl jmenován zástupcem velitele mongolské červené korouhve, roku 1682 byl přeložen k mandžuské korouhvi.
Na přelomu let 1682/1683 byl s Langtanem poslán na výzvědnou expedici k Albazinu. Po návratu obdržel velení nad mandžuskou červenou korouhví. Roku 1685 byl opět poslán na Amur, tentokrát s oddílem 500 vojáků z Fu-ťienu a Tchaj-wanu zajatých v bojích s Čeng Čcheng-kungem a dovedných v používání velkých štítů. Se Sabsuem velel prvnímu obléhání Albazinu. Po dobytí Albazinu se vrátil do Pekingu.
Roku 1690 se účastnil bojů s Džúngary včetně bitvy u Ulan Butung, kde velel pravému křídlu. V bitvě padl císařův strýc Tchung Kuo-kang a džúngarský chán Galdan unikl, Pengcun byl proto degradován. Roku 1696 opět dostal velení nad mongolskou rudou korouhví a funkci náčelníka štábu západní armády vypravené proti Džúngarům, která je porazila u Zúnmod.
Roku 1699 rezignoval ze všech postů kvůli nemoci a po dvou letech zemřel.